# Крейвен, Уильям, 1-й граф Крейвен
Генерал-майор Уильям Крэйвен, 1-й граф Крэйвен (англ. William Craven, 1st Earl of Craven; 28 сентября 1770 — 30 июля 1825) — британский военный и пэр.

## Ранняя жизнь

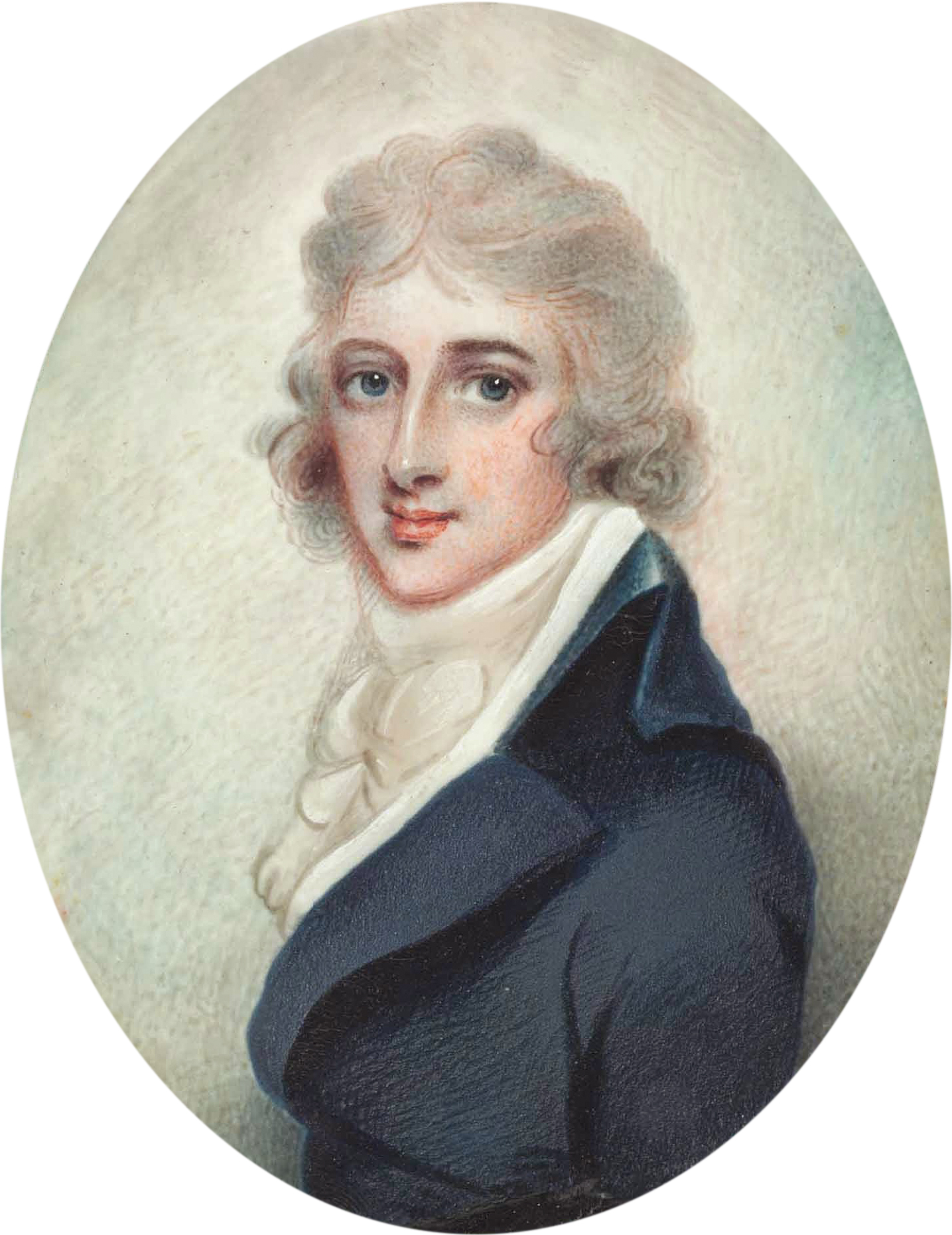
Уильям Крейвен, 1-й граф Крейвен, портрет Энн Ми, урожденной Фолдсон.

Родился 28 сентября 1770 года в Лондоне. Старший сын Уильяма Крейвена, 6-го барона Крейвена (1738—1791), и его жены, леди Элизабет Беркли (1750—1828). Он учился в Итонском колледже с 1781 по 1786 год.
В 1780 году, после тринадцати лет брака его родители развелись . После смерти отца в 1791 году его мать вышла замуж за Карла Александра, маркграфа Бранденбург-Ансбаха (1736—1806).
Его дедом по отцовской линии был преподобный Джон Крэйвен (1708—1752), брат Уильяма Крэйвена, 5-го барона Крэйвена (1705—1769), которого его отец сменил на посту барона Крэйвена в 1769 году. По материнской линии он был внуком Огастеса Беркли, 4-го графа Беркли (1715—1755), и Элизабет Дракс (дочери политика Генри Дракса).

## Карьера
В 1791 году после смерти своего отца Уильям Крейвен унаследовал титул 7-го барона Крейвена. В 1801 году ему были пожалованы титулы виконта Аффингтона в графстве Беркшир и графа Крейвена в графстве Йоркшир.
Барон Крейвен был зачислен в 43-й пехотный полк в 1793 году, затем служил в 80-м пехотном полку и получил чин майора 84-го пехотного полка. В 1794 году он участвовал во Фландрской кампании. В 1798 году Уильям Крейвен был назначен адъютантом короля Георга III, прослужив до 1805 года. В 1799 году получил чин подполковника 40-го полка. За этим последовала активная служба в Нидерландах и Средиземноморье, в конечном итоге достигнув звания генерал-майора.
С 1819 года до своей смерти в 1825 году лорд Крейвен занимал пост лорда-лейтенанта графства Беркшир.

## Брак и дети

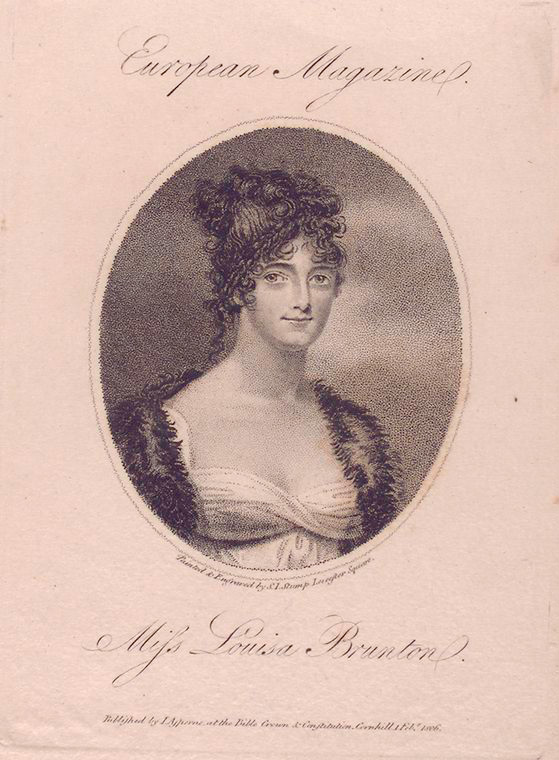
Луиза Брандон, гравюра Сэмюэля Джона Стампа 1806 года.

12 декабря 1807 года Уильям Крейвен женился на известной актрисе Луизе Брантон (февраль 1785 — 27 августа 1860). Луиза была дочерью Джона Брантона, бакалейщика, который позже стал актером и менеджером Норвичского театра. У супругов было четверо детей::
- Уильям Крэйвен, 2-й граф Крэйвен (18 июля 1809 — 25 августа 1866), старший сын и преемник отца. Был женат на леди Эмили Мэри Гримстон, второй дочери Джеймса Гримстона, 1-го графа Верулама[3].
- Достопочтенный Джордж Огастес Крэйвен (15 декабря 1810 — 26 июля 1836), армейский офицер, женившийся на Джорджине Смайт (1814—1868), дочери Уолтера Смайта. Тетя Джорджины (сестра Уолтера), Мэри-Анна, была давней фавориткой Георга IV до того, как он стал королем. После смерти Крейвена Джорджина вышла замуж за Эдмонда, герцога де ла Форса[3].
- Достопочтенный Фредерик Кеппел Крэйвен (11 апреля 1812 — 21 июня 1864), известный игрок в крикет[3].
- Леди Луиза Элизабет Крэйвен (26 июня 1815 — 20 октября 1858), вышедшая замуж за сэра Фредерика Джонстона, 7-го баронета. После его смерти она вторично вышла замуж за Александра Освальда, члена парламента от Эршира[3].

Лорд Крейвен в основном проживал в аббатстве Кумб, недалеко от Ковентри в Уорикшире, а иногда и в Хэмстед-Маршалле в Беркшире. Он не совсем забыт — писательница Гарриетт Уилсон начинает свои знаменитые мемуары: «Я не скажу, почему и как я стала в пятнадцатилетнем возрасте любовницей графа Крейвена».
Он скончался в июле 1825 года в возрасте 54 лет на острове Уайт, и ему наследовал его сын старший Уильям.